# Stephen Rowe
Stephen Rowe is een Amerikaanse televisie- en theateracteur.

## Carrière
Rowe begon in 1988 met acteren in de film Robots. Hierna heeft hij nog meerdere rollen gespeeld in films en televisieseries zoals Basic Instinct (1992), Beverly Hills, 90210 (1993), Imaginary Heroes (2004), The Pink Panther (2006) en Law & Order (2001-2010).
Rowe treedt ook op in het theater, in 1998 stond hij op de planken in Cambridge (Massachusetts) in het stuk Albee's Men dat geschreven is door Edward Albee. Rowe speelde in april 2007 in New York in het stuk Frost/Nixon dat geschreven is door Peter Morgan.

## Filmografie[5]

### Films
Uitgezonderd korte films.
- 2017 The Post - als rechter Robb
- 2015 Don't Worry Baby - als dr. Schnieder
- 2006 Pink Panther – als juwelier op zwarte markt
- 2005 Red Doors – als dr. Levy
- 2004 Imaginary Heroes – als eerste hulp arts
- 1996 The Silencers – als senator Maxwell
- 1995 Cyber-Tracker 2 – als Damien Rhodes
- 1993 Attack of the 50 Ft. Woman – als knappe man
- 1993 Hart to Hart Returns – als agent Cates
- 1993 A Case for Murder – als Stanley Haynes
- 1993 Sex. Love and Cold Hard Cash – als Caldwell
- 1993 The Hit List – als rechercheur
- 1992 Basic Instinct – als onderzoeker voor interne zaken
- 1991 Sweet Poison – als Billy
- 1988 Split Decisions – als zakenman
- 1988 Robots – als Elijah Baley

### Televisieseries
Uitgezonderd eenmalige gastrollen.
- 2015 - 2020 Blue Bloods - als Johnny Lyons - 4 afl.
- 2018 Daredevil - als Nicholas Lee - 6 afl.
- 2008 – 2010 Law & Order – als rechter Edgar Warren – 2 afl.
- 1993 Beverly Hills, 90210 – als Serge Menkin – 2 afl.